# غاري ستيفنز
غاري ستيفنز (بالإنجليزية: Gary Stevens)‏، من مواليد 27 مارس 1963، لاعب كرة قدم إنجليزي سابق.
لعب مع منتخب إنجلترا لكرة القدم.

## مسيرته الكروية
لعب غاري ستيفنز خلال مسيرته الاحترافية مع 3 أندية في سبعة عشر موسمًا وسجل خلالها 18 هدفًا ضمن 522 مباراة. حيث فاز في ثلاثة مواسم بالكأس وفي ثمانية مواسم بالدوري.
خاض غاري ستيفنز مسيرته مع نادي إيفرتون في موسم 1981–82 ليلعب معه سبعة مواسم، مشاركًا في 208 مباراة سجل خلالها 8 أهداف. ثم انتقل إلى نادي رينجرز في موسم 1988–89 ليلعب معه ستة مواسم، حيث شارك في 187 مباراة سجل خلالها 8 أهداف أيضًا. لينتقل بعدها إلى نادي ترانمير روفرز في موسم 1994–95 ليلعب معه أربعة مواسم، مشاركًا في 127 مباراة سجل خلالها هدفين.

## روابط خارجية
- غاري ستيفنز على موقع الاتحاد الدولي (مؤرشف)  (الإنجليزية)
- غاري ستيفنز على موقع قاعدة بيانات كرة القدم.إي يو (الإنجليزية)
- غاري ستيفنز على موقع ناشيونال فوتبول تيمز (الإنجليزية)